# Цейлонски бухал
Цейлонски бухал (Bubo zeylonensis) е вид птица която е част от семейство Совови (Strigidae). 
Обитава топлите субтропични и влажни тропически части на континентална Азия и някои офшорни острови. От четирите живи вида, той е най-широко разпространения и най-добре проучения. Той заема диапазон от над 7000 км от Източен Китай до Палестина. 

## Описание
Дължина на тялото 50-58 см. и размах на крилата125-140 см. Изключително рядък и локално разпространен в Южна Турция (преди също в Северен Израел и прилежащите райони), покрай богати на риба потоци със скалисти брегове и дървета. 
Едър, с широки хоризонтални ушни кичури. Изглежда с плоска и широка глава. Бледокафяв отгоре, с фино кафяво надлъжно напетняване;  по-светло бежово или розово-кремав отдолу, с доста нарядко и фино надлъжно кафяво напетняване. Отгоре бледите долни части на плещите образуват цветна ивица. Очи жълти. Крака неоперени, жълтеникаво-сиви. Здравата изпъкнала човка му придава характерен профил. Махово-кафяви, тъмно раирани. Опашката е плътно раирана в кафяво. Равномерното му лице е слабо изразено. Фино свиване на крилата при полет.

## Глас
Недобре познат. Песен , много дълбоко приглушено бухане (така, че не се чува на далече!), повтаряно бавно. Чуван и странен пищящ звук. При тревога издава съскащ звук.

## Следа на живот
Този вид е целогодишен обитател в повечето тропически и субтропични части на Индийския континент до Югоизточна Азия и прилежащите региони. На запад от основния си ареал, той е разпространен петно в Левант и Южна Мала Азия. Типичното местообитание на кафявите рибни сови са горите и горите, граничещи с потоци, езера или оризови полета. Обитава предимно низините, от открити гори до гъсти гори, както и в насаждения. Често прекарва деня в бамбукови или други големи сенчести дървета. Те могат да бъдат намерени около водоеми, по канали, в покрайнините на селата и по морските брегове. Западните птици се срещат в полусух пейзаж и могат да се размножават в оазиси в сухите райони. Независимо от местообитанието, той рядко се отдалечава от по-големи водни басейни, като реки и езера. Този вид е нощен, но често може да бъде разместен от малките птици, които го тълпят, докато нощува на дърво. В някои райони обаче може да е полудневен и да е бил наблюдаван на лов през деня, особено при облачно време. Цейлонският бухал ловува предимно като се намира на скален надвес или виси на клон над вода, или като се разхожда в плитки води. Той грабва плячката си, като бързо удължава дългите си крака. Храни се предимно с риби, жаби и водни ракообразни, по-специално раци „Potamon“. Обикновено се избират по-големите сладководни риби, налични във водните пътища. В сравнение с червеникавият бухал, който предпочита течащите води, цейлонския често ловуват в неподвижни или застояли води. По брой в резервата Melghat Tiger в Индия сладководните раци от семейство Gecarcinucidae почти напълно доминират в диетата. Бухалът може да бъде привлечен от декоративни рибни езера или търговски риболов, за да експлоатират лесно уловената риба на такива места. Други регистрирани храни обаче включват змии, гущери, водни бръмбари, други насекоми, дребни бозайници и понякога водни птици. В Мелхат най-голямата биомаса на храната се състои от дребни бозайници, а именно плъхове и други азиатски видове.

## Разпространение
Видът е широко разпространен в горите и гористите влажни зони от Турция до Южна и Югоизточна Азия.
Цейлонският бухал преди това беше разделен в рода „Ketupa“. Данните за последователността на цитохромната „b“ от DNA са двусмислени за това. Кое е името на рода му и днес той е обединен с бухалите, които също много приличат остеологично. В зависимост от това дали някои малко проучени тропически бухали са по-близо до цейлонските бухали, отколкото до типичните сови. „Ketupa“ може да бъде валиден род, както и при обикновените бухали, въпреки че съществуват редица остеологични различия.